# سالهم‌ستد
سالهم‌ستد (به انگلیسی: Sulhamstead) یک روستا و محله مدنی در بریتانیا است که در بارکشر غربی واقع شده‌است. سالهم‌ستد ۷٫۰۸ کیلومتر مربع مساحت و ۱٬۴۷۱ نفر جمعیت دارد.